# 圣布安
圣布安（法語：Saint-Boingt，法語發音：[sɛ̃ bwɛ̃]）是法国默尔特-摩泽尔省的一个市镇，属于吕内维尔区。

## 地理
圣布安（48°25'49"N, 6°26'15"E）面积8.14 平方千米，位于法国大東部大區默尔特-摩泽尔省，该省份为法国东北部内陆省份，是洛林的一部分，北邻比利时、卢森堡，北起顺时针与摩泽尔省、下莱茵省、孚日省和默兹省接壤。
与圣布安接壤的市镇（或旧市镇、城区）包括：埃塞拉科特、罗泽略尔、圣雷米欧布瓦、韦讷泽、达马奥布瓦。

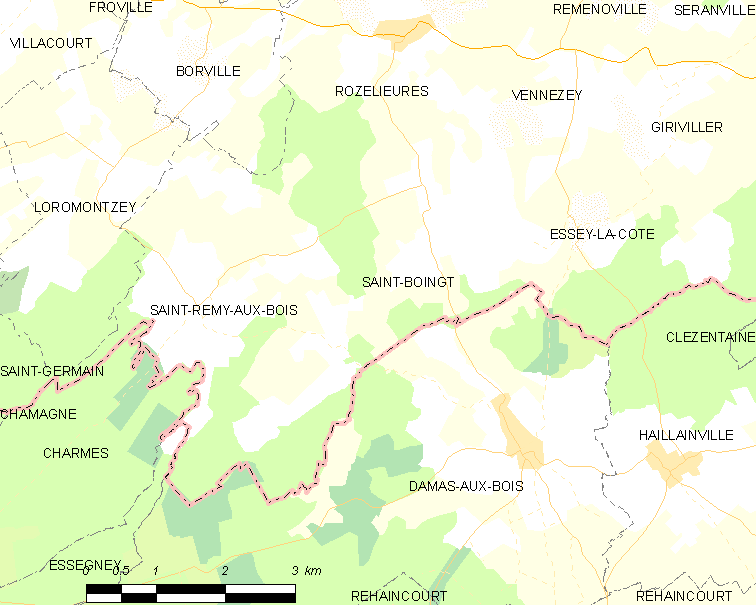
圣布安的OSM定位图

圣布安的时区为UTC+01:00、UTC+02:00（夏令时）。

## 行政
圣布安的邮政编码为54290，INSEE市镇编码为54471。

## 政治
圣布安所属的省级选区为吕内维尔第二县。

## 人口

1962-2008年间圣布安人口变化图示

圣布安于2022年1月1日时的人口数量为74人。